# Xyletinus leprieuri
Xyletinus leprieuri is een keversoort uit de familie klopkevers (Anobiidae). De wetenschappelijke naam van de soort is voor het eerst geldig gepubliceerd in 1894 door Chobaut.